# 貝斯特里察-索洛特溫斯卡河
貝斯特里察-索洛特溫斯卡河（羅馬化：Bystrytsia-Solotvynska）是烏克蘭的河流，位於該國西部，由伊萬諾-弗蘭科夫斯克州負責管轄，河道全長82公里，流域面積795平方公里。